# René de Pontual
René de Pontual, chevalier, seigneur de Pontual, de la Villerevault, du Tertre-Allot, de la Ville-au-Morais et de Guégan, né en 1607 et mort en 1698, fut conseiller du roi en ses conseils, président de la Chambre des comptes de Bretagne et maire de Nantes de 1657 à 1659.

## Biographie
René de Portual est né le lundi, avant le 20 décembre 1607 et baptisé à Saint-Lunaire Ille-et-Vilaine. Il est le fils de Jean du Portual (1570- 1639) et de Françoise du Breil de Pontbriand (?-1662), fille de Jean du Breil de Pontbriand, maréchal des camps et armées du roi, commandant du ban et de l'arrière-ban de Saint-Malo, chevalier de Saint-Michel, et de Claude Brullon de La Musse.
Il épouse : 
- le 20 juin 1630, Françoise du Plessis de Grenédan (1630-avant 1651), fille de Sébastien du Plessis, vicomte de Grenédan, conseiller au Parlement de Bretagne, et de Jeanne Morel de Bretonnière ;
- le 10 janvier 1651, Prudence-Marie Le Lou de Beaulieu, fille de Pierre Le Lou, seigneur de Beaulieu et de Louise Hux, petite-fille de Michel Le Lou, veuve de René Rousseau, écuyer, seigneur de Saint-Aignan, procureur général en la Chambre des comptes de Bretagne en 1651.

Il est le père de Sébastien de Pontual, président en la Chambre des comptes de Bretagne, ainsi que le beau-père de Bernardin Poullain, sieur de Gesvres, trésorier des États de Bretagne, de Jean du Breil de Rays.
René de Portual est nommé conseiller du Roi en ses Conseils, procureur général en 1631, puis président à la Chambre des comptes de Bretagne. Il est maintenu noble d'ancienne extraction en Bretagne le 27 octobre 1668. Il meurt en février 1698.
René de Pontual et son épouse Françoise du Plessis de Grenédan constituent la souche de la famille de Pontual, subsistante au XXIe siècle.

## Armoiries
- de sinople au pont de 3 arches d'argent, posé en fasce, sommé de 3 cygnes de même, becqués et membrés de sable.